# Приміська сільська рада (Каменський район)
Приміська́ сільська рада (рос. Пригородный сельский совет) — сільське поселення у складі Каменського району Алтайського краю Росії.
Адміністративний центр — селище Октябрський.

## Населення
Населення — 425 осіб (2019; 550 в 2010, 714 у 2002).

## Склад
До складу сільської ради входять:
| Населений пункт         | Населення, осіб (2002) | Населення, осіб (2010) |
| ----------------------- | ---------------------- | ---------------------- |
| Нова Дубрава, селище    | 160                    | 80                     |
| Новодубровський, селище | 27                     | 3                      |
| Октябрський, селище     | 527                    | 467                    |